# Wereldkampioenschappen openwaterzwemmen 2011 - 5 kilometer vrouwen
De 5 kilometer vrouwen op de wereldkampioenschappen openwaterzwemmen 2011 vond plaats op 22 juli 2011 in Jinshan City Beach in Shanghai, China.

## Uitslag
| Rang   | Naam                           | Land                | Tijd      |
| ------ | ------------------------------ | ------------------- | --------- |
| Goud   | Swann Oberson                  | Zwitserland         | 1:00.39,7 |
| Zilver | Aurélie Muller                 | Frankrijk           | 1:00.40,1 |
| Brons  | Ashley Twichell                | Verenigde Staten    | 1:00.40,2 |
| 4      | Rachele Bruni                  | Italië              | 1:00.42,2 |
| 5      | Jekaterina Seliverstova        | Rusland             | 1:00.44,1 |
| 6      | Ophélie Aspord                 | Frankrijk           | 1:00.44,9 |
| 7      | Ana Marcela Cunha              | Brazilië            | 1:00.46,7 |
| 8      | Danielle de Francesco          | Australië           | 1:00.46,8 |
| 9      | Cara Baker                     | Nieuw-Zeeland       | 1:00.47,3 |
| 10     | Jana Pechanová                 | Tsjechië            | 1:00.47,4 |
| 11     | Poliana Okimoto                | Brazilië            | 1:00.48,3 |
| 12     | Eva Fabian                     | Verenigde Staten    | 1:00.50,0 |
| 13     | Elizaveta Gorshkova            | Rusland             | 1:00.50,4 |
| 14     | Alice Franco                   | Italië              | 1:00.50,7 |
| 15     | Teja Zupan                     | Slovenië            | 1:00.52,6 |
| 16     | Isabelle Haerle                | Duitsland           | 1:00.52,9 |
| 17     | Shi Yu                         | China               | 1:01.00,3 |
| 18     | Marta Recio Paneque            | Spanje              | 1:01.01,9 |
| 19     | Isabell Donath                 | Duitsland           | 1:01.06,2 |
| 20     | Wang Hefei                     | China               | 1:01.06,8 |
| 21     | Bonnie MacDonald               | Australië           | 1:01.08,3 |
| 22     | Inha Kotsur                    | Azerbeidzjan        | 1:01.15,4 |
| 23     | Zaira Edith Cardenas Hernandez | Mexico              | 1:01.19,3 |
| 24     | Iris Matthey                   | Zwitserland         | 1:01.21,5 |
| 25     | Alona Berbasova                | Oekraïne            | 1:01.22,6 |
| 26     | Zsofi Balazs                   | Canada              | 1:01.39,0 |
| 27     | Yanel Pinto                    | Venezuela           | 1:01.44,6 |
| 28     | Lizeth Rueda Santos            | Mexico              | 1:01.52,1 |
| 29     | Nadine Williams                | Canada              | 1:02.06,8 |
| 30     | Katia Barros                   | Ecuador             | 1:02.19,7 |
| 31     | Ayano Koguchi                  | Japan               | 1:03.20,2 |
| 32     | Nataly Caldas                  | Ecuador             | 1:04.40,7 |
| 33     | Nicole Brits                   | Zuid-Afrika         | 1:04.53,1 |
| 34     | Chan Fiona On Yi               | Hongkong            | 1:04.53,2 |
| 35     | Yessy Venisia Yosaputra        | Indonesië           | 1:04.56,1 |
| 36     | Cindy Toscano                  | Guam                | 1:05.04,1 |
| 37     | Laila El Basiouny              | Egypte              | 1:06.15,3 |
| 38     | Jessica Roux                   | Zuid-Afrika         | 1:07.46,2 |
| 39     | Merna Mohamed                  | Egypte              | 1:10.23,4 |
| –      | Cassandra Patten               | Verenigd Koninkrijk | DNF       |
| –      | Annisa Fabiola                 | Indonesië           | DNS       |
| –      | Kalliopi Araouzou              | Griekenland         | DSQ       |
| –      | Yumi Kida                      | Japan               | DSQ       |